# Джігме Намг'ял
Джігме Намг'ял (1825–1881) — засновник династії Вангчук. Друк Десі Бутану у 1870–1873 роках.